# (3835) Korolenko
(3835) Korolenko (1977 SD3) – planetoida z pasa głównego asteroid okrążająca Słońce w ciągu 4,38 lat w średniej odległości 2,67 j.a. Odkrył ją Nikołaj Czernych 23 września 1977 roku.